# Inferno (операційна система)
Inferno (італ.: пекло) — компактна операційна система, створена для побудови розподілених мережевих систем на широкому різноманітті пристроїв та платформ.
Inferno наділена крос-платформністю, вона навіть може виконуватися у вигляді користувацького процесу на існуючій операційній системі. Підтримується практично більшість популярних операційних систем та платформ, на яких вона може працювати самостійно. Навіть існує у вигляді розширення для Internet Explorer. Кожна Inferno-система надає однакове середовище для застосунків, незалежно від платформи чи операційної системи на якій працює.
Застосунки для Inferno написані на мові програмування Limbo — з Сі-подібним синтаксисом. Limbo-код компілюється в архітектурно-незалежний байт-код, який інтерпретується на льоту цільовим процесором віртуальною машиною Dis. Тобто будь-який застосунок може виконуватися ідентично на всіх платформах.
Будучи ще одним вихідцем з Bell Labs, вона написана вже знайомою командою програмістів Plan 9 та перейняла ідеї організації ресурсів у файловій системі. Зокрема мережевий протокол обміну файлами Styx є переробленим 9Р.
Система доступна для завантаження (цілком для великого переліку платформ 60 Мб, або ж частинками по 10-15 Мб залежно від операційної системи хоста) та існують групи розробників, що підтримують також перелік власних ресурсів за цією тематикою. Та версія для скачування не містить повного вихідного коду. 
Ліцензія не відрізняється повною відкритістю, та поділяється на 2 типи — ліберальну (комплект 4х дисків $30), де всі створені на ній додатки мають бути відкритими, й комерційну (від $260), що позбавлена такого недоліку та потребує ліцензіювання залежно від кількості вузлів. Ліміт може бути подолано, та за все потрібно платити. Приємним є те, що за ліберальною ліцензією можливо розповсюджувати та змінювати ОС як завгодно в рамках «приклеєної» ліцензії.

## Цікаві факти
- Відповідно до традиції найменувань Bell Labs, імена в Inferno створювалися згідно з найкращими вподобаннями авторів та Дантівським «Пеклом»: 
Limbo — базова мова програмування системи, перше коло пекла.
Dis — віртуальна машина для виконання програм Limbo, пекельне місто, що відокремлювало Лімб від жахів «нижнього пекла», робота з апаратним забезпеченням часто буває пекельною.
Styx — протокол, славетна річка.
Charon — браузер, перевізника померлих у царство Аїда.